# Gabriel Audisio (historien)
Cet article concerne l'historien. Pour l'écrivain, voir Gabriel Audisio (écrivain).
Pour les articles homonymes, voir Audisio.
Gabriel Audisio, né en 1942, est un historien et universitaire français. Il est professeur émérite de l'université d'Aix-en-Provence et spécialiste d'histoire moderne et d'histoire religieuse du XVIe siècle, notamment des vaudois du Luberon.

## Biographie
Gabriel Audisio naît en 1942 dans une famille d'origine italienne et catholique, piémontaise de la région de Cuneo, installée à Marseille. Son père est boulanger. Il fait ses études secondaires à Marseille puis est étudiant à la faculté d'Aix. Il poursuit ses études à l'université de Clermont-Ferrand où il obtient sa maîtrise sous la direction d'Albert Soboul, intitulée « La révolte des Tuchins en Auvergne au XIVe siècle ». Il obtient l'agrégation d'histoire et est nommé professeur au lycée Périer de Marseille. Il soutient en 1984 une thèse d'État sur les vaudois du Luberon sous la direction de Robert Mandrou. Il est nommé assistant puis promu maître de conférences au département d'histoire de l'université de Provence à Aix-en-Provence (1977-1989). Il est ensuite enseignant à l'université d'État de Louisiane (Bâton-Rouge), puis à l'université Laval (Québec). Il est nommé professeur d'histoire moderne à l'université Blaise-Pascal de Clermont-Ferrand puis à l'université de Provence.
Spécialiste des vaudois du Luberon, il est l'auteur de plusieurs ouvrages de référence ainsi que de différents articles scientifiques. Il travaille sur les minorités et les dissidences religieuses, le Midi français, le XVIe siècle, les formes religieuses et culturelles de l'identité et de la clandestinité. Il obtient le prix Drouyn de Lhuys en 1998 pour son ouvrage Les Vaudois. Histoire d’une dissidence
Le 7 juin 1998, il est élu membre résidant de l'Académie de Nîmes, dans le groupe des indépendants, succédant à Jacques Larmat. Il est élu président en 2017 et archiviste de l'Académie, il appartient aussi à la Société d'histoire moderne et contemporaine de Nîmes et du Gard.

## Publications
- Prendre une ville au XVIe siècle, Publications de l'Université de Provence, 2004
- Inquisition et pouvoir, actes du colloque international tenu à la Maison méditerranéenne des Sciences de l'homme, Aix-en-Provence, 24-26 octobre 2002, Publications de l'Université de Provence, 2004.
- Gabriel Audisio et Isabelle Bonnot-Rambaud, Lire le français d’hier. Manuel de paléographie moderne, XVe – XVIIIe siècle (coll. « U. Histoire moderne »), Paris, Armand Colin, 1991, rééd. 2003.
- Les vaudois : histoire d'une dissidence (XIIe – XVIe siècle), Paris, Fayard, 1998.
- Procès-verbal d'un massacre, les vaudois du Luberon (avril 1545), Aix-en-Provence, Édisud, 1992.
- Les Vaudois de Provence (1460-1560 ), Marseille, CDRP, 1987.
- Les Vaudois du Luberon : une minorité en Provence, Mérindol, AEVHL, 1984.
- Histoire de l'exécution de Cabrières et de Mérindol par J. Aubery, réédition de l'ouvrage de 1645 avec présentation, annotations et tables. Mérindol, AEVHL, 1982.
- Le Barbe et l'inquisiteur : procès du barbe vaudois Pierre Griot par l'inquisiteur Jean de Roma (Apt 1532), Aix-en-Provence, Édisud, 1979.